# Los-Hamra församling
Los-Hamra församling är en församling i Hälsinglands norra kontrakt i Uppsala stift. Församlingen ingår i Ljusnans pastorat och ligger i Ljusdals kommun i Gävleborgs län.

## Administrativ historik
Församlingen bildades den 1 januari 2002 genom sammanslagning av Los och Hamra församlingar och blev då annexförsamling i pastoratet Färila, Kårböle och Los-Hamra. Från 2017 ingår församlingen i Ljusnans pastorat.

## Kyrkor
- Fågelsjö kapell
- Hamra kyrka
- Tandsjöborgs kapell
- Los kyrka